# Joseph Mazzello

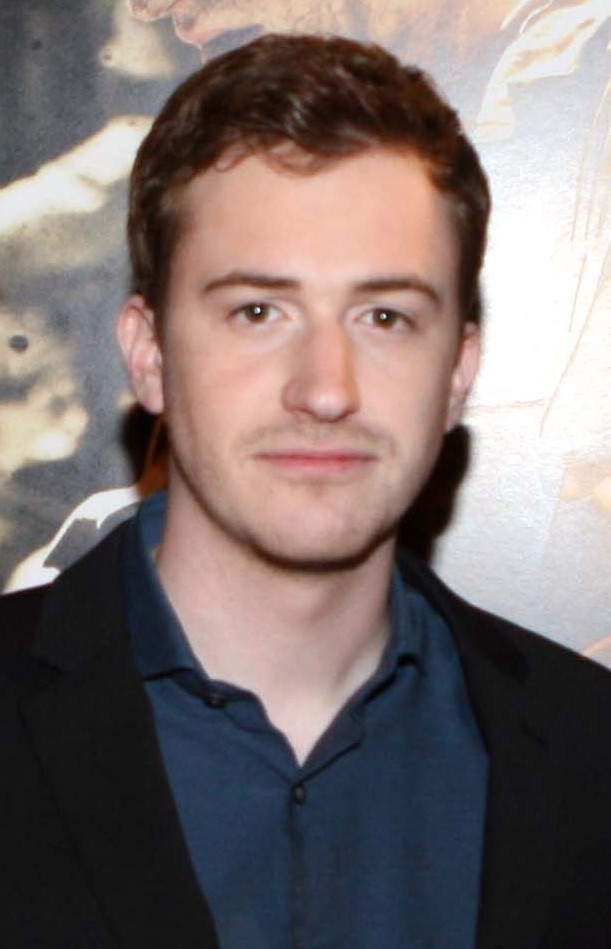
Joseph Mazzello (Februar 2010)

Joseph Francis Mazzello III. (* 21. September 1983 in Rhinebeck, New York) ist ein US-amerikanischer Filmschauspieler.

## Leben
Mazzello wuchs in Hyde Park (New York) auf und begann als Kind mit dem Tanzen. Nachdem seine ältere Schwester Mary in 50 Werbespots aufgetreten war, entschloss er sich, Schauspieler zu werden. Sein Filmdebüt erfolgte 1990 an der Seite von Jill Clayburgh und Brad Davis in Abgründe des Lebens.
Ursprünglich war Mazzello für die Rolle von Jack, dem Filmsohn von Robin Williams in Hook, vorgesehen, doch Charlie Korsmo erhielt den Part. Steven Spielberg, von Mazzellos Talent überzeugt, castete ihn für die Rolle des Tim in Jurassic Park. Ähnlich wie bei Hook verhielt es sich auch bei A.I. – Künstliche Intelligenz, wo Haley Joel Osment Mazzello die Rolle des David mit Erfolg streitig machte.
In dem Film Mississippi – Fluss der Hoffnung spielte Mazzello neben Jungschauspieler Brad Renfro (Der Klient) den an Aids erkrankten Dexter. Danach trat Mazzello vorwiegend als Gastdarsteller in Fernsehserien, darunter Providence, CSI: Den Tätern auf der Spur und Without a Trace – Spurlos verschwunden, auf.
In der zehnteiligen HBO-Miniserie The Pacific aus dem Jahr 2010 übernahm Mazzello die Rolle des Corporal Eugene Sledge.
Im August 2005 schloss er sein Studium an der University of Southern California (USC) der Filmwissenschaft im Bereich „Kino-/ Fernsehproduktion“ ab. Sein erstes Projekt als Regisseur und Drehbuchschreiber verwirklichte er 2007 mit dem Film Matters of Life and Death.
Im 2018 erschienenen Queen-Biopic Bohemian Rhapsody verkörpert er den Bassisten John Deacon.

## Filmografie
- 1990: Abgründe des Lebens (Unspeakable Acts)
- 1990: Aus Mangel an Beweisen (Presumed Innocent)
- 1992: Flug ins Abenteuer (Radio Flyer)
- 1992: Love-Crash (Jersey Girl)
- 1992: Der Preis des Lebens (Desperate Choices: To Save My Child)
- 1993: Jurassic Park
- 1993: Shadowlands
- 1994: Am wilden Fluss (The River Wild)
- 1995: In der Hitze des Südens (A Father for Charlie)
- 1995: Mississippi – Fluss der Hoffnung (The Cure)
- 1995: Das Geheimnis der drei Wünsche (Three Wishes)
- 1997: Vergessene Welt: Jurassic Park (The Lost World: Jurassic Park)
- 1997: Star Kid
- 1998: Simon Birch
- 2001: Wooly Boys
- 2002: Providence (Fernsehserie, Folge 5x11)
- 2003: CSI: Den Tätern auf der Spur (CSI: Crime Scene Investigation, Fernsehserie, Folge 3x14)
- 2004: Without a Trace – Spurlos verschwunden (Without a Trace, Fernsehserie, Folge 2x18)
- 2004: Liebe auf Umwegen (Raising Helen)
- 2004: The Hollow
- 2006: The Sensation of Sight
- 2007: Matters of Life and Death
- 2010: The Pacific (Fernsehserie)
- 2010: The Social Network
- 2011: Georgetown (Fernsehfilm)
- 2011: Allison (Kurzfilm)
- 2012: First Kiss (Kurzfilm)
- 2012: Koma (Coma, Fernsehserie, zwei Folgen)
- 2013: Justified (Fernsehserie, 3 Folgen)
- 2013: G.I. Joe – Die Abrechnung (G.I. Joe: Retaliation)
- 2014: Person of Interest (Fernsehserie)
- 2018: Bohemian Rhapsody

## Auszeichnungen und Nominierungen
Auszeichnungen
- 1999: YoungStar Award als Bester jugendlicher Hauptdarsteller für Simon Birch

Nominierungen
- 1993: Young-Artist-Award-Nominierung – Bester junger Darsteller unter 10 in einem Spielfilm – Flug ins Abenteuer
- 1999: Young Artist Award als Bester Hauptdarsteller in einem Spielfilm für Simon Birch